# 刘雯 (模特)

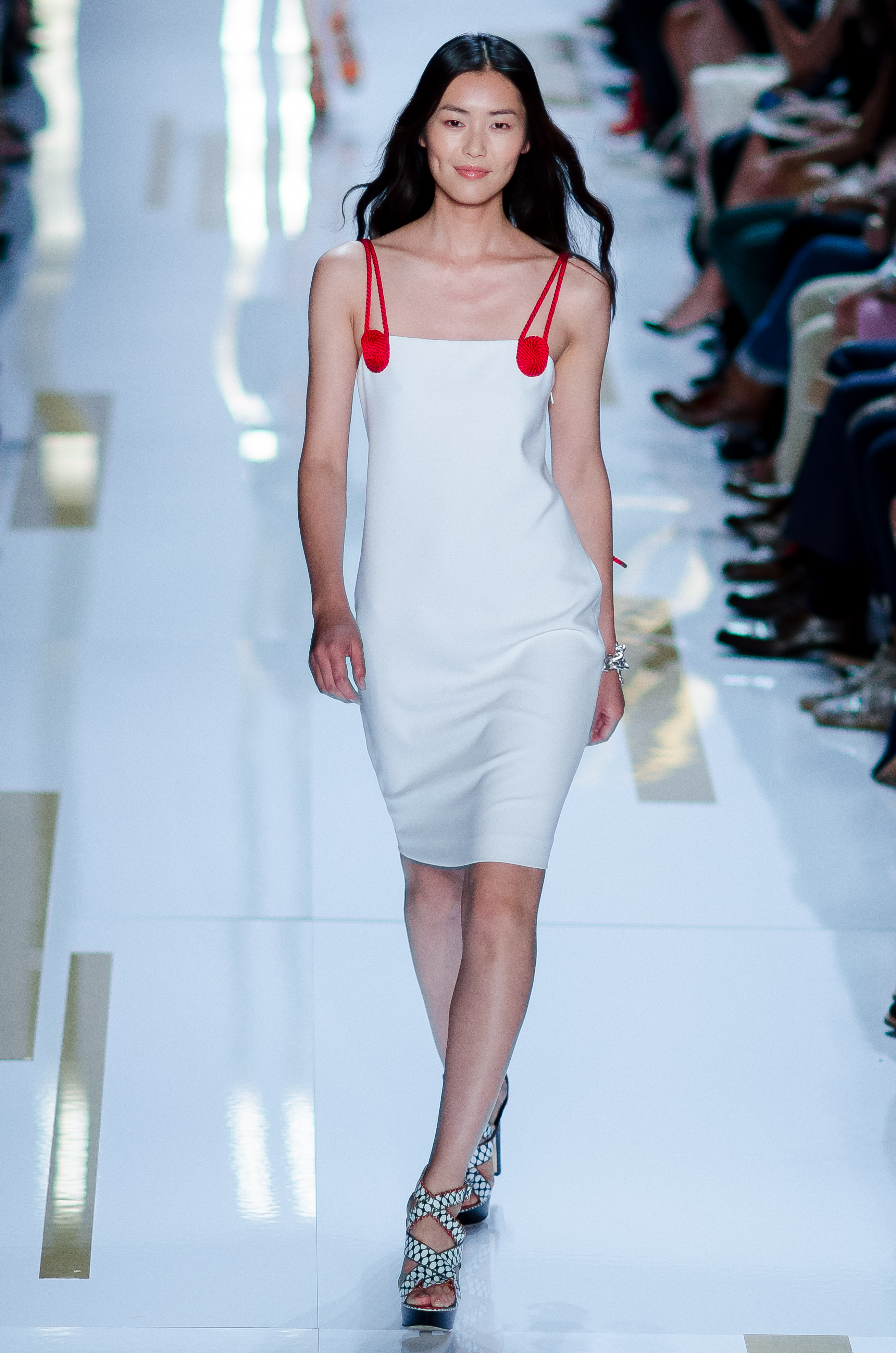
2014年走秀

劉雯（英語：Liu Wen，1988年1月27日—）是一名中國時裝模特。她第一位在維多利亞的秘密時尚秀上走秀的東亞裔模特。与奚梦瑶、秦舒培、孙菲菲被誉为中国模特的“四大金刚”。
2010年，劉雯成為繼康士坦丝·雅布伦斯基和祖安·史摩之後的雅詩蘭黛代言模特，與坎達兒·珍娜共同代言，她也是第一個勝任該職位的亞裔模特。2012年，《紐約時報》稱讚她是“中國第一個超模”。2013年，劉雯成為史上第一個進入《福布斯》年度模特收入排行榜的亞洲模特，并拿下了第五名的位置。

## 早年生活
1988年1月27日，劉雯出生於中國大陸湖南省永州市的一個工人家庭，她是獨生女。在她十幾歲的時候，她的母親鼓勵她進行專業的培訓和健康的飲食。在她参加模特比賽的時候，她被經紀公司所發掘。

## 職業生涯
劉雯的職業生涯開始於2005年，那一年她參加了新絲路模特大賽，這個比賽誕生過中國第一個國際封面女郎——杜鵑。雖然劉雯並沒有贏得新絲路模特大賽的冠軍，但是她因此成為了一名職業模特。在她拍攝了一系列的時尚雜誌（例如：《Vogue服饰与美容》和《时尚芭莎》）的封面之後，她成為了一個全國性的成功典範。
2007年9月，劉雯引起了國際時尚圈的關注。那一年，她身著由卡爾·拉格斐和維果羅夫設計的服裝拍攝了一組照片并隨後為在兩個品牌走秀。2008年她獲邀來到巴黎簽訂經紀合約并參加巴黎時裝周。
2008年2月，她被知名時尚雜誌《VOGUE》的中文版《Vogue服饰与美容》予以報導。同月，她開始進軍國際伸展台，在米蘭秋冬時裝週上為巴寶莉和楚萨迪走秀。一週后她在巴黎為香奈兒、让-保罗·高缇耶、愛馬仕走秀。一年後的2月到3月，劉雯在紐約、米蘭、倫敦和巴黎共計完成74場走秀，成為2009年度秋冬成衣秀的領軍模特。同時這個記錄也成為亞裔模特單季走秀次數的最高記錄。而在2010年春夏成衣秀上，她同樣在四大城市完成了70場次的走秀。這個記錄使她成為當季僅次於康士坦丝·雅布伦斯基的預約第二多的模特。
劉雯為卡文·克萊、杜嘉班纳、羅伯特·卡沃利、奧斯卡·德拉倫塔、雨果博斯、王大仁、Rag & Bone、H&M、瑪尼、连卡佛、波道夫·古德曼、迪賽、蓋璞和譚燕玉等品牌走過秀。她的記錄是在2009年春季單季為七個品牌走秀，這七個品牌包括：DKNY、蓋璞、巴尼斯紐約、貝納通、王大仁、匡威和卡文·克萊。劉雯同時也是《VOGUE》歷史上各主要國家版本編輯社論都上過的模特。同時她也是《時尚芭莎》和《GQ》等時尚刊物的編輯社論及封面女郎的重點照顧對象。
2009年，劉雯成為維多利亞的秘密時尚秀上第一個登臺的中國女模。2010年，她再度成為維多利亞的秘密的模特。劉雯說，她對維多利亞的秘密選擇自己感到有些不可思議，因為維多利亞的秘密的模特們都擁有“大胸部”。截止到2013年，劉雯已經維多利亞的秘密時尚秀走秀四年。
2010年4月，劉雯和康士坦丝·雅布伦斯基被選為雅詩蘭黛的代言模特，劉雯是該品牌歷史上第一個亞洲代言模特。
2012年3月，《紐約時報》邀請劉雯成為旗下時尚雜誌《T Magazine》之“旅遊特輯”的封面女郎，並且讚譽她是“中國第一個真正的超模”。同年，她首次出席了坎城影展。
2013年春季，劉雯被H&M選為其旗下廣受讚譽的街頭風格系列服飾的“新標誌”。2013年8月，劉雯被《福布斯》雜誌列為全球收入最高模特排行榜的第五名，同時她也是該榜單史上第一位進榜的亞洲模特。
同樣在2013年8月，劉雯被Model.com選為全球五十大模特排行榜第五。
2018年2月18日，即該年春節正月初三，劉雯在Instagram發佈一張與邓文迪的合影時附上以英文寫的祝福語「Happy Lunar New Year!!!」，引發一些不滿意她使用这一“去中国化”词汇的中國網民抨擊，是為「2018年春节刘雯Instagram事件」。

## 電視節目
- 2015年 江蘇衛視《我們相愛吧》第1季

## 個人情況
在過去，劉雯曾經說過她在她模特生涯結束后希望能成為一名造型師，或者成為一名女演員，她認為造型和表演之間有許多共通之處。而現在，她很享受自己的模特生涯並且希望繼續在時尚界工作。劉雯表示她很清楚如果作為一種事業選擇，造型師或服裝設計師將是一份“非常辛苦的工作”。但是她也表示她現在很認真地考慮，更願意成為一名造型師，“以便和大家分享她的造型風格：男孩子氣、葡萄酒色、舒適，以及和世界同步。”
劉雯在時尚界獲得的讚譽都是基於她的專業水準、友好態度、開朗性格和樸實作風。她與同個代言產品的模特康士坦丝·雅布伦斯基、祖安·史摩和蘭茜·威森是好朋友，也與同為中國模特的杜鵑、孫菲菲、雎晓雯是好朋友。

## 争议

### 2018年春节
在2018年的正月初三，刘雯在Instagram上发布了一张与邓文迪的合影，并附上祝福语“Happy Lunar New Year!!!”。由于“Lunar New Year”含有去中国化的意味，引发了部分中国大陆网民的强烈不满。

#### 影响
此前，刘雯在Instagram上祝贺春节时，一直使用“Chinese New Year”的称谓，而她在2018年改变用词的信息引起了部分中国大陆网民的强烈不满。有媒体及网民表示，春节（Chinese New Year）本来就是中国的节日，近年来，部分西方国家为了迁就过农历新年的其他东亚文化圈国家，并在韩国和越南的极力主张下，将“Chinese New Year”改称为“Lunar New Year”（新春）。这一举动，被认为含有去中国化的意味。不少网民质问刘雯是否还是中国人；有网民还讥讽刘雯称她作为国际超模，是想要入韩国、越南籍。同时，刘雯在面向中国受众的新浪微博中则未使用这一词汇，亦引起质疑。
不过，也有媒体及网民表示，刘雯的拜年用语并没有错误，“Spring Festival”、“Chinese New Year”、“Lunar New Year”还有“Chinese Lunar New Year”都是外交部、新华社等大陆政府网站、国营媒体中对于“春节”的正式表示。
事件发酵后，刘雯修改了涉事的Instagram信息，将祝福语修改为“Happy Chinese New Year!!!”。不过此举未能平息汹涌的舆论。

## 外部連結
- 劉雯的Facebook專頁
- 劉雯的X（前Twitter）
- 刘雯的Instagram帳戶
- 劉雯的新浪微博